# Jules Richard
Jules Richard   (Blet, 12 d'agost de 1862 - Châteauroux, 14 d'octubre de 1956) va ser un matemàtic francès, conegut per haver enunciat la paradoxa de Richard.

## Vida i Obra
Richard es va doctorar als 39 anys a la Facultat de Ciències de París amb una tesi sobre les ones de Fresnel. Va ser professor de matemàtiques als instituts de Dijon, Tours i Châteauroux. Mentre va estar a Dijon, freqüentava Charles Méray del qui va rebre influències.
Richard va escriure dos llibres de filosofia de les matemàtiques i, concretament, sobre l'axiomàtica de la geometria. Però el fet pel que és recordat és per haver enunciat una de les primeres paradoxes de la teoria de conjunts: avui coneguda com a paradoxa de Richard i que té a veure amb la utilització del llenguatge natural en les definicions matemàtiques i amb l'argument de la diagonal de Cantor.